# Management
Management (též manažerství, anglicky to manage – řídit, původem z francouzského ménagement, které má zase svůj kořen v latinském slovu manus – ruka, a jeho prazákladem bylo ruční ovládání koní; též dispozitivní faktor) je umění řízení (například řízení podniku), působení na určitou soustavu (například společnost) a ovládání její činnosti. Tento název může také označovat skupinu vedoucích pracovníků, jeden vedoucí a řídící pracovník se označuje jako manažer.
Management je proces systematického plánování, organizování, rozhodování, vedení lidí a kontroly, je procesem koordinace zdrojů za účelem dosažení vytyčeného cíle. Management zahrnuje také činnosti jako stanovení strategie organizace a koordinování svých zaměstnanců (nebo dobrovolníků) za účelem splnit své cíle prostřednictvím využití dostupných zdrojů jako například  finanční, přírodní, technologické a lidské zdroje. Termín „management“ může odkazovat také na lidi, kteří řídí nějakou organizaci, ať už na vrcholové řídící pracovníky, tak na každého pracovníka, který řídí sebemenší počet lidí. Jde o umění řídit a využívat poznatky dalších vědeckých disciplín.
Dále lze management chápat jako vědní obor, který využívá matematiku, statistiku, sociologii nebo psychologii. Není to ale pouze věda, je to i umění. Manažer musí zapojovat instinkty, intuici, vědět kdy zariskovat. Management má pět funkcí: obchodní, ekonomickou, technickou, personální a výrobní.
Vědci zabývající se sociálními vědami studují management jako akademickou disciplínu, zkoumají oblasti jako sociální organizace a organizační vedení. Někteří lidé studují management na středních či vysokých školách. V oboru management může člověk vystudovat bakaláře, magistra a jedinci, kteří se chtějí stát experty na management, mohou vystudovat dokonce i doktorát.

## Různé pohledy na definici managementu
- Podle Henriho Fayola znamená „to manage“ neboli „řídit“ předpovídat a plánovat, organizovat, nařizovat, koordinovat a kontrolovat.
- Fredmund Malik definuje management jako „přeměna zdrojů na užitek“
- Management je zahrnován jako jeden z faktorů produkce – spolu se stroji, materiály a penězi.
- Ghislain Deslandes definuje management jako „zranitelnou sílu dosahující pod tlakem svých cílů, která  má trojitou sílu – nutit, napodobovat a představovat a působí na subjektivní, mezilidské a environmentální úrovni.“
- Peter Drucker viděl jako základní úkol managementu marketing a inovaci. Nicméně inovace je propojena s marketingem (inovace produktů je hlavním marketingovým problémem. Peter Drucker také identifikuje marketing jako klíčovou cestu k úspěchu v byznysu, ale management a marketing jsou obecně chápány jako dva různé obory.

## Teoretický pohled na management
Management zahrnuje určení cíle, postupy, pravidla a manipulaci s lidským kapitálem nějakého podniku s cílem přispět k úspěchu tohoto podniku. To zahrnuje efektivní komunikaci: prostředí podniku/podnikání (na rozdíl od mechanického či psychického mechanismu) zahrnuje lidskou motivaci a zahrnuje nějaký druh úspěšného pokroku nebo systémového výsledku.  Management není o manipulaci s mechanismem (stroj nebo automatický program), není to stádo zvířat a může se vyskytovat v legální či nelegální podniku či prostředí. Z individuální perspektivy nemusí být management viděn výhradně z pohledu podnikání, protože je také podstatnou funkcí ke zlepšení lidského života a mezilidských vztahů.
Management je téměř všude a má široký rozsah využití. Na základě toho můžeme říct, že management musí zahrnovat lidi.
Komunikace a pozitivní snaha jsou dva hlavní aspekty jak podnikání, tak nezávislé práce. Plány, měření, motivační psychologické nástroje, cíle a ekonomický odhad (zisk atd.) jsou nezbytnou součástí managementu.
Z jednoho pohledu se na management nahlíží funkčně. Jde o měření kvantit, úpravu plánů a plnění cílů. To platí i v případech, kdy plánování není součástí dané situace. Z této perspektivy nahlíží Henri Fayol (1841–1925) na management jako na celek z šesti částí:
- předpovídání
- plánování
- organizace
- velení
- koordinace
- kontrola/ovládání

Z druhé strany Mary Parker Follett (1868–1933) údajně definovala management jako „Umění dělání věcí lidmi“. Popsala management jakožto filosofii.
Nicméně kritici sice shledávají tuto definici užitečnou, ale příliš přímou. Fráze „Management je to, co dělají manažeři“ je příliš obšírný, poukazující na obtížnost management definovat, aniž bychom neskončili v kruhu, na to, že se definice často mění a spojuje manažerské postupy s možnou existencí manažerských tříd.
Obvyklou myšlenkou je přiřazení managementu k ekvivalentu „obchodní administrace“, čímž ho (management) vyloučí ze situací mimo obchod, jako například charity a celého veřejného sektoru. Obšírněji, každá organizace musí „spravovat“ svou práci, zaměstnance, procesy, technologie atd., aby zmaximalizovala svou efektivitu. Nicméně mnoho lidí zařazuje univerzitní obory, které management vyučují do skupiny tzv. „Obchodních škol“. Některé školy (Jako například  Harvard Business School) tento titul využívají, zatímco jiné (např. Yale School of Management) používají obšírnější termín „Management“.
Anglicky mluvící lidé mohou termín „Management“ používat jakožto kolektivní označení popisující manažery organizace, například korporace.
Historickým opakem slova „manažer“ je slovo pracovník – ten, jenž je spravován.
Ovšem v současnosti je koncept managementu definován velmi široce a jeho hranice byly posunuty ještě dále. Mimo ziskové organizace aplikují manažerský koncept také neziskové. Tento koncept ani jeho užití nejsou nijak vynucovány.

## Povaha práce v managementu
V ziskových organizacích je hlavní funkcí managementu uspokojit nároky investorů. To zahrnuje zajišťování profitu (pro akcionáře), vytváření vážených produktů za rozumnou cenu (pro zákazníky) a poskytování dobrých pracovních podmínek (pro zaměstnance). V neziskovém managementu se k tomu ještě přidává nutnost zachovat si důvěru sponzorů. Ve většině modelů managementu volí správa akcionářů představenstvo, které následně zvolí vyššího manažera. Některé organizace experimentovaly s jinými modely (například volení pomocí zaměstnanců) volení a ohodnocování manažerů, ale to se moc často nevyskytuje.

## Historie managementu
Někteří vidí řízení podniku jako pozdně moderní konceptualizaci a jiní hledají myšlenku podobnou managementu mezi starými sumerskými obchodníky a staviteli pyramid starověkého Egypta. Machiavelli napsal o tom, jak učinit organizaci efektivní. Principy, které Machiavelli uvedl v diskursu (1531), můžeme aplikovat v upravené podobě řízení organizací také dnes. Například jeho výrok, že organizace je stabilnější, pokud mají členové právo vyjadřovat své rozdílné názory a mají možnost vyřešit jejich konflikty.
S měnícími se pracovišti během průmyslových revolucí v 18. a 19. století přispěla vojenská teorie a praxe k novým řízením nově vznikajících továren.
Vzhledem k rozsahu většiny obchodních operací a nedostatku mechanizovaného záznamu před průmyslovou revolucí mělo smysl pro většinu vlastníků podniků v těchto dobách vykonávat řídící funkce sami. S rostoucí velikostí a složitostí organizací se však postupně staly běžnější rozdíly mezi vlastníky a každodenními manažery (nezávislí odborníci na plánování a kontrolu).
Řízení (podle některých zdrojů) existovalo již tisíciletí a několik spisovatelů vytvořilo záznamy, které přispěly k moderním manažerským teoriím. Sbírka vlivného čínského filozofa Shen Buhai může být považována za vzácný příklad abstraktní teorie administrativy.
Management má počátky již ve starověku a středověku, kdy bylo důležité zvládat řízení armád. Ve středověku se přes otroctví a nevolnictví pomalu svět ubíral k ekonomickým pobídkám. Pro pochopení managementu je důležité se podívat do historie, která se ve spirálách vrací. Starověké a středověké civilizace psaly knihy „Zrcadlo pro knížete“, cílem této knihy bylo poradit budoucím panovníkům, jakým způsobem mají panovat a řídit území.
1. období (taylorismus): konec 19. století – 30. léta 20. století
2. období: 40. léta 20. století – 70. léta 20. století
3. období: konec 20. století
4. období: 21. století

### První období
V první etapě, která probíhala na konci 19. a začátku 20. století, vznikly první tendence vědecky řídit zaměstnance. Nezávisle na sobě vznikal management ve Spojených státech a v Evropě. Toto období je souhrnně označováno jako taylorismus či klasický management. První období je charakteristické tím, že bylo řízení lidí prováděno na úrovni operativního managementu.
Ke konci 19. století začali majitelé podniků usilovat o řízení jejich zaměstnanců nezávisle na sobě, tím začal vznikat management v Evropě i ve Spojených státech. Toto období se nazývá klasický management a je zároveň jeho prvním obdobím.
Kolem roku 1900 se mnoho manažerů snaží zaznamenat to, co považují za hlavní základnu. Příkladem je Henry R. Towne – Science of management (1890).
První komplexní teorie managementu se objevily kolem roku 1920. Mezi hlavní představitele, kteří sepsali oblasti řízení a jejich vzájemné vztahy, patří Henri Fayol a Alexander Church.
Peter Drucker napsal jednu z prvních knih o aplikovaném řízení: Koncept korporace (1946). Poté pokračoval v psaní knih, na velmi podobné téma, na které napsal celkem 39 knih.
Počátkem 30. let, kdy je v kurzu stále klasický management (někdy též nazýván jako vědecký management), jde především o odměňování pracovníků podle produktivity práce, nejčastěji pomocí úkolové mzdy. Začíná se klást důraz na systematické školení vedoucích pracovníků a je zde přesně definovaná organizační struktura podniku. Začíná vznikat pásová výroba. Představiteli tohoto směru je například Frederick Winslow Taylor a Henri Fayol.
Dalším postupem, je vnímání managementu z pohledu psychologicko-sociálních přístupů. Hlavním představitelem je Tomáš Baťa. Zde jde zejména o důraz na nehmotnou stimulaci a preference pořádku a kázně na pracovišti.
Od konce 70. let se začínají projevovat snahy o širokou spoluúčast zaměstnanců na řízení a neustále se zvyšující kvalifikace dělníků. Současně se zvyšuje spolupráce zaměstnanců, manažerů, vlastníků a dělníků. Od 80. let jde zejména o rozsáhlé využívání výpočetní techniky, je zde velký vliv robotizace a velké využívání telekomunikace.

#### Spojené státy americké
Imigrace na konci 19. století způsobila příliv nekvalifikované pracovní síly do USA. Tento fakt způsobil nabídku těchto pracovníků na trhu. Pro zaměstnání těchto pracovníků bylo nutné je vyškolit. Volba padla na standardizaci, kdy byly pracovní činnosti rozděleny na menší celky, které bylo jednodušší předvést. V tomto období ještě nebyly známy sociální přístupy k zaměstnancům, které se začaly objevovat až v 2. období, a proto byl člověk považován za stroj. Vycházel z podobné představy, jako McGregorova teorie X. Tedy že člověk pracuje z donucení a je třeba ho motivovat finančně pomocí úkolové mzdy.
Frederik Winslow Taylor byl zakladatelem vědeckého managementu. Myšlenou bylo např. stanovení jednoho velkého denního úkolu, jeho splnění bylo motivováno odměnou/penálem za splnění/nesplnění. Výběr pracovníků již nebyl nahodilý a na pracovní pozici byl vybírán kandidát dle primitivního profilu kandidáta. Jako první přišel s myšlenkou, že je třeba kvalifikovaných řídících pracovníků. Henry Gantt byl Taylorův spolupracovník. Jedním z hlavních přínosů jsou Ganttovy diagramy, které pomáhají v organizaci. Jeho nejvýznamnější publikace, „Principy vědeckého řízení“ z roku 1911 (Principles of Scientific Management) ovlivnila řízení a organizaci práce v průmyslových podnicích na konci 19. a v 1. polovině 20. století. 
Henry Ford byl autoritativním manažerem, který uvedl mnoho myšlenek z prvního období do praxe. Je znám pro zavedení hromadné pásové výroby, kdy jeho nejpopulárnějším vozem byl Ford T, „Plechová Lisa“. Napsal dílo My life and my work, kde například popisuje kolik fyzicky zdatných pracovníků je potřebné k sestavení Fordu T, kolik normálních zaměstnanců a kolik fyzicky nezdatných, jako dětí a starců.
Manželé Gilberthovi se zaměřili na odstraňování zbytečných činností a pohybů. Frank Bunker Gilberth začínal pracovat jako dělník a na začátku své kariéry spočítal, že položení cihly zabere 15 pohybů. Postupem času se mu toto podařilo omezit na pět pohybů. Je zakladatelem pohybových studií a metod předem zjištěných časů. Lillian Gilberth předvedla výzkumy svého manžela po jeho úmrtí i na First Prague International Management Congress (1. PIMCO), konaném v Pantheonu Národního Musea v Praze v červenci 1924 pod záštitou prezidenta republiky T. G. Masaryka a ministra obchodu USA Herberta Clarka Hoovera.

#### Evropa
Evropský směr se spíše zaměřoval směrem k řídícím pracovníkům a k vymezení úloh a náplň jejich práce. Henri Fayol charakterizoval šest činností podniku (technické, obchodní, finanční, účetní…), zavedl 14 principů managementu (dělba práce, pravomoc, odpovědnost, disciplína, jednota přikazování, jednotné řízení, podřízenost individuálních zájmů zájmům celku, odměňování, seberealizace, hierarchie, pořádek, spravedlnost, stabilita personálů, iniciativa, sounáležitost) a pět jeho složek (plánování, organizování, přikazování, koordinace a kontrola). Dále byl významný pro organizační struktury, kdy přišel s „Fayolovo přechodovým můstkem“ či „Fayolovým můstkem“, což je obdoba dnešního štábu v organizační struktuře.
Max Weber byl původem Němec, který je znám jako zakladatel byrokratického managementu. Charakteristika byrokratické managementu je taková, že je všechno standardizováno. Tím vzniká maximálně spravedlivé prostředí, kde se problémy řeší administrativně. Tento směr je velmi neosobní.
Tomáš Baťa proslul svým plánováním, rozložil pololetní plány do týdenních plánů. Zakládal hospodářská střediska a prováděl v nich týdenní zúčtování. Založil firemní spoření pro zaměstnance, poskytoval jim i ubytování a účast na zisku společnosti.
Parkinson byl kritikem celého taylorismu. Je znám pro své tři zákony:
1. zákon: Práce přibývá úměrně s tím, kolik času na ni můžeme vynaložit,
2. zákon: Výdaje narůstají s příjmy,
3. zákon: Narůstání přináší složitost a složitost přináší rozklad.

### Další období
Druhá etapa následovala v období mezi koncem druhé světové války a 80. lety dvacátého století. Toto období je označováno i jako tzv. manažerská revoluce. Do této doby byly společnosti vedené většinou silnými osobnostmi jako jsou Henry Ford a Tomáš Baťa, tito byli často jak manažery, tak i vlastníky a měli absolutní moc ve své firmě. Bez těchto osobností však firmy upadaly do krize. Proto později byla pozice manažera od pozice vlastníka oddělena, navíc i manažeři samotní se začali dělit na vrcholové a manažery první a druhé linie. Vznikly také nové teorie:
- Teorie procesního přístupu – teorie, jejímž představitelem je Luther Gulick. Snažila se popsat jak zvládnout procesy řízení a jak vymezit a určit přesně funkce vedoucích pracovníků,
- Teorie systémového přístupu – tuto teorii zavedl americký manažer Chester Barnard, vycházel zde z názoru, že celek je lepší než součet jeho částí. Za hlavní zde považoval motivaci lidí pomocí například materiálních pobídek či zlepšení podmínek při práci nebo také pomocí duševních podnětů.

Ke konci 20. století se v managementu vytvořilo 6 odvětví:
1. Finanční řízení
2. Řízení lidských zdrojů
3. Řízení informačních technologií
4. Řízení marketingu
5. Řízení provozu a výroby
6. Strategické řízení

Třetí etapa uvádí již management dnešní době velmi podobný. Začaly se projevovat snahy o spoluúčast zaměstnanců na řízení firmy, ubylo exaktnosti ve prospěch intuice a zevšeobecnění zkušeností jiných manažerů. Vznikla koncepce dokonalého podniku, založená na zkušenostech úspěšných manažerů a jejich zevšeobecnění.
V trendech, které ve třetí etapě již začaly pokračovala i následující, čtvrtá etapa od 90. let. Zaměstnanci kromě podílu na řízení získali prostřednictvím zaměstnaneckých akcií i část majetku podniku a podíleli se tak zároveň i na jeho zisku. Osobnostmi této etapy jsou například Bill Gates, Akio Morita či William Hewlett.
Jako jeden z důsledků se demokracie na pracovišti (někdy označovaná jako „self-management pracovníků“) stala běžnější a více prosazovaná, v některých místech rozdělovala všechny řídící funkce mezi pracovníky, z nichž každý přebírá část práce. Uvádí se i etapa zvaná management 21. století, zde se dbá na další vylepšení spolupráce mezi společnosti a zaměstnanci.

## Dělení managementu
Management lze rozdělit do tří úrovní:
1. Liniový management, nejnižší management, operativní řídící pracovníci. Manažeři na tomto stupni dohlížejí na plnění práce, jsou jimi například mistři v dílnách. Musí mít nejvíce odborných vědomostí dotýkajících se produkce výrobků nebo poskytování služeb. Úkolem jsou činnosti, které vyplývají z každodenní činnosti, krátkodobé plány, zapracování nových zaměstnanců, provádění každodenní motivace, sepisování zpráv a hlášení pro střední řídící pracovníky.
2. Střední (middle) management, střední řídící pracovníci. Do managementu druhého stupně patří rozličná skupina vedoucích pracovníků. Ti jsou z mnoha velmi různorodých odvětví (například z personalistiky či zásobování). Sestavuje spíše krátkodobé taktické plány, dále má za úkol organizování úseků, provádění motivačních programů, stanovení kontrolních cílů, typická je rutinní zpětná vazba a rozhodování.
3. Top management, vrcholový management, špičkoví řídící pracovníci. Usměrňuje chod celého systému, manažeři částečně přebírají odpovědnost za vlastníky podniku a mají na ně velmi úzké vazby. Jejich úkolem je strategické dlouhodobé plánování, organizování celé struktury organizace, obsazování nejvyšších míst ve struktuře, plánování motivačních programů.

## Manažerské funkce
Každá z uvedených funkcí v sobě obsahuje standardní postup manažerské práce: analýza problému, rozhodování, realizace rozhodnutí včetně koordinace ⇒ tyto tři kroky bývají také označovány za manažerské funkce.

### Plánování
Plánování podnikových zdrojů je rozhodovací proces volby cílů a prostředků jejich dosažení. Smyslem je stavění mostů mezi tím, kde jsme a tím, kam se chceme dostat. Je nejdůležitější manažerskou funkcí, protože je východiskem pro všechny ostatní. Plánování totiž předchází realizaci všech dalších následných manažerských funkcí a zahrnuje tak stanovení cílů. Jde o prostředek volby záměrů a cílů k jejich dosažení a o efektivní prostředek realizace všech činností. Plánování je prioritní v systému manažerských funkcí, je využíváno všemi dalšími manažerskými funkcemi. Podle různých hledisek pak lze hodnotit efektivnost plánování: míra dosažení vytčených záměrů a cílů s ohledem na vynaložené náklady a míru uspokojení zájmových skupin.
Plán představuje jakýkoliv promyšlený, uvědomělý postup budoucích činností, má podobu poslání, cíle, strategie, taktiky, postupu, pravidel, programu, rozpočtu. Plány lze dělit z hlediska času na dlouhodobé (4 roky a více), střednědobé (do 4 let) a krátkodobé (do jednoho roku). Z hlediska stupně řízení na strategické (analýza současného stavu, analýza a prognóza vývoje okolí, stanovení cílů, snižovat rizika, výhled do budoucna), taktické (roční plány organizačních jednotek – např. plán výroby, investice, prodeje, finanční rozpočty; plány určitého úseku) a operativní (podrobné rozdělení do krátkých časových úseků).
Plánovací proces:
1. uvědomění si příležitosti a hrozeb (šance) z hlediska vnějšího a oborového okolí a silných a slabých stránek organizace
2. stanovení cílů – k čemu chceme směřovat, jak a kdy si toho přejeme dosáhnout
3. zvažování plánovacích předpokladů – v jakém prostředí vnějším, oborovém a vnitřním budou naše plány realizovány
4. stanovení alternativ – jaké jsou reálné alternativy pro dosažení našich cílů
5. porovnání alternativ a cílů – které alternativy se jeví jako nejefektivnější
6. výběr alternativ – volba postupu činností, které budeme prosazovat
7. formulování pomocných plánů – investic, náboru…
8. numerické vyjádření plánů pomocí rozpočtu – zpracování

Tomuto postupu se říká SWOT analýza. Název je odvozen od počátečních písmen: Strenghts (silné stránky firmy), Weaknesses (slabé stránky firmy), Opportunities (příležitosti), Threats (nebezpečí, hrozby).

### Organizování
Pokud je zvolen cíl a alternativu postupu, jak jej dosáhnout, je třeba tento postup efektivně zorganizovat, rozmístit a uspořádat všechny disponibilní zdroje organizace tak, aby existovala reálná šance vytyčených cílů zvoleným postupem a ve stanoveném časovém horizontu dosáhnout (organizování podniku). Zejména u lidských zdrojů organizace musí zajistit, aby bylo jasné, kdo a co má dělat, kdo je odpovědný za výsledky (vymezení vztahů nadřízenosti a podřízenosti – dělba práce), aby byly odstraňovány organizační překážky při uskutečňování plánovaných činností, a aby existovaly rozhodovací a komunikační sítě nezbytné k řešení očekávaných problémů. Podstata organizování spočívá v budování prováděcí organizační struktury, která vytvoří vhodné prostředí pro efektivní spolupráci jednotlivců a skupin při dosahování stanovených cílů.
Proces organizování:
1. identifikace a klasifikace potřebných činností
2. seskupování činností podle zdrojů a situací
3. delegování pravomocí
4. horizontální a vertikální koordinace pravomoci a informačních vztahů – (personalistika) – (vedení) – (kontrolování)

### Personalistika
V každé organizaci je personální útvar zajišťující řízení lidských zdrojů. Personalistika je proces získávání potřebných a schopných pracovníků, jejich adaptace v novém prostředí a udržení na zvolené pozici. Využívá poznatky z oblasti psychologie, sociologie, práva a organizace práce. Hlavními úkoly personálního managementu je nábor a výběr pracovníků, adaptace pracovníků v novém prostředí, rozvoj pracovníků ve prospěch firmy i osobnosti pracovníků, jejich hodnocení podle výsledků práce i chování a stabilizace (udržení) pracovníků.
Výběru zaměstnanců předchází analýza požadavků, pro tuto personální strategii je výhodná zcela otevřená komunikace. Rozvoj osobnosti je znamenitým prostředkem k dosahování firemních cílů. Osobní rozvoj prochází čtyřmi stupni: motivace, znalosti, dovednosti návyky. V organizaci je třeba vytvořit příznivé podmínky.
Manažerským nástrojem pro ovlivňování chování druhých jsou znalosti, dovednosti a návyky: efektivní komunikace, účinného vedení, motivace. Existují tři formy komunikace: verbální, neverbální a činy. Komunikační proces je tvořen konkrétními prvky a probíhá v určitých fázích. Motivace může být vnitřní nebo vnější, z této skutečnosti vychází takzvaný incentivní management. Motivace je funkcí intenzity vnitřního napětí, hodnot a cílů a pravděpodobnosti dosažení cíle. Hlavním úkolem je působit na pracovníky tak, aby pracovali efektivněji a činili tak dobrovolně.

### Vedení
Vůdcovství je cílevědomý proces ovlivňování lidí tak, aby jejich činnost úspěšně naplnila firemní cíle. Vést a řídit lidi vyžaduje dvě základní dovednosti: vytvářet energii (umění zaujmout, motivovat, vzbudit elán) a usměrňovat ji (správný směr, tempo, využití zdrojů).
Styl řízení (způsoby využívání pravomoci):
- autokratický styl – manažer rozhoduje sám, uděluje příkazy, odmítá diskusi a konzultace s ostatními, očekává bezpodmínečné plnění příkazů
- demokratický styl – partnerský, podřízení jsou důvěryhodní lidé, manažer proto u nich prosazuje, aby se volně vyjadřovali ke stanoveným cílům a úkolům
- liberální styl – manažer je v roli konzultanta, svůj názor prezentuje pouze tehdy, je-li tázán, seznámí podřízené s úkoly a jinak nechává věcem volný průběh
- byrokratický styl – manažer předává příkazy nadřízených podřízeným, pečlivě kontroluje plnění příkazů, svou práci chápe především jako realizování příkazů „shora“

Styly řízení pojímá poněkud odlišně Likert:
- exploativně autoritativní systém – autoritativní manažeři, nedůvěra k podřízeným, podceňování, negativní motivace, komunikace jen jednosměrná prostřednictvím příkazů
- laskavě autoritativní systém – oboustranná důvěra a komunikace, odměny i tresty, manažer v roli otce
- konzultativní systém – obousměrná komunikace, základní rozhodnutí na nejvyšší úrovni, motivace je pozitivní
- participativně skupinový systém – plná důvěra podřízeným, komunikace je plně rozvinutá a obousměrná (Likert se domnívá myslí, že tento způsob je nejefektivnější)

### Kontrolování
Kontrola je proces zjišťování, jak a zdali jsou cíle skutečně dosahovány. Podstatou je objektivní hodnocení vykonané práce z hlediska vztyčených cílů. Smyslem je korekce pracovních procesů tak, aby bylo cílů co nejefektivněji dosaženo v zájmu dalšího rozvoje organizace. Kontrolování má tedy preventivní charakter. Skutečný stav lze zjistit osobní kontrolou, z hlášení a zpráv podřízených nebo ze zdrojů mimo organizaci.
Základní kontrolní proces se skládá ze tří kroků: stanovení standardů, měření vykonané práce z hlediska stanovených standardů, a nakonec korekce zjištěných odchylek od standardů a plánů. Vlastní fáze procesu kontroly tvoří:
1. získání a výběr informací,
2. ověření jejích správnosti,
3. hodnocení sledovaných procesů,
4. návrhy na opatření a
5. zpětná vazba.

Standardy jsou kritéria vykonané práce a představují určité klíčové body z celkových plánů, vyhodnocuje se vykonaná práce, aniž by manažer musel kontrolovat veškeré podrobnosti plnění plánu. Pokud proces probíhá ve stanovených mezích, není třeba do něj zasahovat. V praxi ověřené standardy: fyzické, nákladové, kapitálové, příjmové.
Měření vykonané práce závisí na jejím charakteru a příslušných standardech. Kontrolní systémy využívají část své energie k zajištění zpětné vazby a z ní vyplývajících opatření:
- systémy manažerské kontroly s jednoduchou zpětnou vazbou – zaměřeny na výstupy, v současné manažerské praxi převládají, což prý není zrovna příznivé. Čím později získá manažer informaci zpětné vazby o výsledcích řízených procesů, tím více bude oslabena efektivnost řízení. Ani tehdy, kdy získá informaci v reálném čase, neumožňují tyto systémy provádět korekci také v reálném čase.
- systémy manažerské kontroly s dopřednou vazbou – preventivně orientované systémy zaměřené do budoucnosti. Signalizované odchylky jsou podnětem ke korektivním opatřením managementu, jehož cílem je zabezpečit výstupy v souladu s plánem. Praktické použití vyžaduje:
  - provést analýzu stávajících plánovacích a kontrolních procesů
  - vytvořit model transformačního procesu vstupů do výstupů systému
  - zvolit klíčové vstupy a stanovit pro ně standardy
  - zajistit měření vstupních proměnných a následnou algoritmizaci transformace podle vytvořeného modelu
  - vyhodnocovat kolísání reálných vstupních hodnot od vstupních standardů a jejich vliv na standardy výstupů
  - zkoumat aktuálnost transformačního modelu, váhy klíčových vstupů a standardů a provádět případné úpravy
  - udělat včas nezbytná opatření týkající se vstupů nebo transformačního procesu, pokud budou analýzou zjištěny odchylky skutečnosti od standardů

Efektivní kontrolní systém pomáhá managementu organizace dosáhnout stavu, kdy vynaložená práce probíhá podle plánu a náklady související s tvorbou, zavedením a fungováním kontrolního systému jsou úměrné jeho efektům. Každá kontrola je spojena s určitými náklady a požadavky. Prvním z nich je například požadavek přizpůsobit kontrolu specifikům organizace. K efektivnosti kontroly vede i snaha o co největší objektivnost. Dalšími požadavky jsou: pružnost (schopnost reagovat na změny), kultura organizace a dotažení do konce (odstranění odchylek od standardů s využitím plánování, organizování, personalistiky a vedení).

## Základní role managementu
- Interpersonální: role, které zahrnují koordinaci a interakci se zaměstnanci
- Informační: role, které zahrnují manipulaci, sdílení a analýzu informací
- Rozhodující: role, která vyžaduje rozhodování (podnikatel, vyjednavač)

## Úrovně manažerů
Větší organizace mají obvykle tří úrovně manažerů: první linie/nižší manažeři, střední linie a vrcholové manažery.
- Vrcholoví (senior) manažeři – Vrcholoví manažeři jsou zodpovědní za rozhodnutí celé organizace, zadání plánů a cílů které ovlivňují celou společnost. Tyto osoby většinou mají tituly jako exekutivní viceprezident, prezident, ředitel managementu, hlavní provozní ředitel nebo předseda představenstva. Jsou to členové představenstva či výkonní ředitelé organizace. Stanovují strategické cíle organizace a dělají rozhodnutí o tom, jak bude celá organizace fungovat.  Vyšší manažeři jsou výše postavení profesionálové, kteří určují směr manažerů střední linie, kteří jim pak přímo či nepřímo o všem referují.
- Manažeři střední linie (middle) – Manažeři střední třídy pokrývají všechny formy managementu mezi první linií a vrcholnými manažery. Tito manažeři mají na starosti organizovat práci manažerům první linie. Do této úrovně spadá například vedoucí pobočky, regionální manažer nebo manažer oddělení. Střední manažeři předávají strategické cíle vyššího managementu nižším manažerům.
- Manažeři první linie (lower) – Manažeři první linie jsou v žebříčku nejníže a řídí jednotlivce, kteří jsou přímo zúčastněni výroby a nebo tvorby produktu, který firma prodává.  Manažerům v první linii se často říká také „vedoucí“, ale také „linijní manažeři“, kancelářští manažeři“, a nebo dokonce „předáci“. Jedná se například o dozorce a vedoucí týmu dohlížející na práci řadových zaměstnanců (nebo dobrovolníků, pokud se jedná o dobročinnou/dobrovolnou organizaci) a nařizují jim směr jejich práce.

Tito manažeři jsou klasifikováni v hierarchii autority, a vykonávají rozdílně úkoly. Ve spoustě organizací, počet manažerů v jednotlivé úrovni dohromady tvoří pyramidu. Všechny úrovně jsou níže upřesněny včetně specifikace jejich rozdílných odpovědností a pracovních titulů.
V menších organizacích může mít individuální manažer mnohem širší oblast působnosti. Samostatný manažer  může vykonávat několik funkcí nebo dokonce všechny funkce, které můžeme vidět u větších organizací.

### Vrcholoví manažeři
Nejvyšší úroveň manažerů se skládá z představenstva (zahrnující výkonné i nevýkonné ředitele) prezidenty, viceprezidenty, CEO (hlavní provozní ředitel) a ostatní C-level manažery. Rozdílné organizace mají různé varianty C-level manažerů, které mohou zahrnovat: hlavní finanční ředitel, hlavní technologický ředitel a tak dále. Ti jsou zodpovědní za kontrolu a dohlížení nad operacemi celé společnosti. Nasadí vysokou laťku a vytvoří strategické plány, firemní politiku, a dělají rozhodnutí o celkovém směru organizace. Navíc, vrcholoví manažeři hrají zásadní roli v mobilizaci vnějších zdrojů. Vrcholoví manažeři jsou zodpovědní vůči akcionářům, široké veřejnosti a veřejným orgánům které dohlíží na korporace a podobné organizace. Někteří členové vrcholového managementu mohou také sloužit jako tváře společnosti, a tvoří prohlášení o nových strategiích, nebo se objevují v marketingu.
Představenstvo se obvykle skládá především z nevýkonných osob, kteří dluží svěřitelské povinnosti akcionářům a nejsou úzce zapojeni do každodenních činností organizace, ačkoli se liší v závislosti na typu (např. veřejné nebo soukromé), velikosti a kultury organizace. Tito ředitelé teoreticky odpovídají za porušení této povinnosti a obvykle jsou pojištěni v rámci pojištění odpovědnosti členů představenstva a úředníků. Odhaduje se, že ředitelé společnosti Fortune 500 stráví 4,4 hodiny týdně na správních povinnostech a mediánová kompenzace činí 212 512 dolarů v roce 2010. Rada stanoví podnikovou strategii, dělá důležitá rozhodnutí, jako jsou velké akvizice a najímá, vyhodnocuje a vyhazuje vrcholového manažera (Generální ředitel nebo CEO). Generální ředitel obvykle přijímá jiné pozice. Přesto se zvýšila angažovanost představenstva v náboru dalších funkcí, jako je například finanční ředitel (CFO). V roce 2013 průzkum více než 160 generálních ředitelů a ředitelů veřejných i soukromých společností zjistil, že špičkovými nedostatky generálních ředitelů byly „poradenské dovednosti“ a „angažovanost ve vedení“ a 10 % společností nikdy nehodnotilo generálního ředitele. Správní rada může mít také určité zaměstnance (např. interní auditory), které jim podávají zprávy nebo přímo najali nezávislé dodavatele; například správní rada (prostřednictvím výboru pro audit) obvykle vybírá auditora.
Užitečné dovednosti vrcholového managementu se liší podle typu organizace, ale obvykle zahrnují široké pochopení hospodářské soutěže, světových ekonomik a politiky. Kromě toho je generální ředitel zodpovědný (v rámci rady) za implementaci a stanovení obecných politik organizace. Výkonné vedení realizuje každodenní detaily, včetně: pokynů pro přípravu oddělení rozpočtu, postupů, plánů; jmenování vedoucích pracovníků střední úrovně, jako jsou vedoucí oddělení; koordinace oddělení; média a vládní vztahy; a komunikaci akcionářů.

### Střední linie manažerů
Skládá se z generálních manažerů, manažerů poboček a vedoucích oddělení. Odpovídají vrcholovému vedení za funkci jejich oddělení. Věnují více času organizačním a směrovým funkcím. Jejich role lze zdůraznit jako prováděcí organizační plány v souladu s politikou společnosti a cíli vrcholového managementu, vymezují a diskutují o informacích a politikách od vrcholového managementu až po nižší management a hlavně inspirují a poskytují vedení manažerům nižší úrovně za vidinou lepších výsledků.
Střední management je střední manažerská třídní organizace, která je druhotná vůči vrcholovému managementu, ale nad nejhlubší úrovní operačních členů. Operační manažer může být dobře promyšlený středním managementem, nebo může být zařazen do kategorie neprovádějící řízení, který je odpovědný za politiku konkrétní organizace. Efektivita střední úrovně je v každé organizaci zásadní, jelikož překlenuje propast mezi štábem nejvyšší úrovně a zaměstnanci na nižší úrovni.

#### Funkce manažerů střední line
- Navrhování a implementování efektivních skupinových a mezioborových pracovních a informačních systémů
- Definování a monitorování ukazatele výkonu na úrovni skupiny
- Diagnostika a řešení problémů v rámci pracovních skupin
- Navrhování a implementování systému odměňování, který podporuje kooperativní chování. Rovněž rozhodují a sdílejí nápady s vrcholovými manažery.

### Manažeři první linie
Nižší manažeři zahrnují školitele, vedoucí sekcí a vedoucí týmů. Zaměřují se na kontrolu a řízení běžných zaměstnanců. Jsou obvykle zodpovědní za přiřazování úkolů zaměstnanců, vedení a dohled nad zaměstnanci při každodenních činnostech, zajištění kvality a množství výroby služby, vytváření doporučení a námětů zaměstnancům o jejich práci. Manažeři první úrovně nebo „první linie“ také slouží jako vzor pro své zaměstnance. U některých typů prací mohou vedoucí pracovníci čas od času dělat stejné úkoly jako zaměstnanci. Například v některých restauracích budou během návalových hodin také manažeři první linie obsluhovat zákazníky.

#### Manažeři první linie obvykle poskytují
- Školení pro nové zaměstnance
- Základní dohled
- Motivace
- Zpětná vazba a pokyny k výkonu

Někteří vedoucí pracovníci mohou rovněž poskytovat plánování kariéry zaměstnancům, kteří chtějí v rámci organizace růst.

### Další dělení manažerů

#### Podle stylu řízení a režimu práce
1. Autoritativní/autokratický typ: tento manažer zásadně trvá na svém rozhodnutí. Své názory prosazuje ve vztahu k podřízeným i svým spolupracovníkům a zakládá si na hierarchii moci.
2. Demokratický typ: manažer, který spolupracuje s kolektivem, respektuje a přijímá odlišné názory o kterých je ochoten diskutovat. Dává podřízeným prostor k samostatné tvůrčí práci.
3. Liberální typ: tento typ manažera se hodí pouze do určitých kolektivů, většinou nedává přímé řídící příkazy a jeho hlavním úkolem je vytvářet kreativní podmínky (podpora týmové práce).

#### Podle způsobu jednání s okolím
1. Byrokratický typ: vyžaduje zejména plnění administrativních funkcí, přesné dodržování řádu a zakládá si na formálních vztazích
2. Nebyrokratický typ: zakládá si na komunikaci s podřízenými

## Manažerské dovednosti
- Politické – k budování mocenské základny a vytváření spojení
- Interpersonální – koordinační, motivující, komunikační
- Koncepční – k analýze složitých situací
- Diagnostika – schopnost vizualizovat vhodné reakce na situace
- Vedení – schopnost vést a poskytovat poradenství určité skupině
- Technické – odborné znalosti v určité oblasti
- Behaviorální – vnímání vůči druhým

## Implementace zásad a strategií
- Všechny strategie musí být projednány se všemi řídícími pracovníky a zaměstnanci
- Manažeři musí pochopit, kde a jak mohou používat své strategie
- Musí být vypracován plán činnosti pro každé oddělení
- Politiky a strategie musí být pravidelně překontrolovávány
- Vedoucí pracovníci na nejvyšší úrovni by měli provádět pravidelné hodnocení pokroku
- Musí se analyzovat silné a slabé stránky každého oddělení s cílem určit jejich roli při plnění poslání podniku
- Metoda předpovědi vytváří spolehlivý obraz o budoucím prostředí podniku.
- Musí být vytvořena plánovací jednotka, aby bylo zajištěno, že všechny plány jsou konzistentní a že politiky a strategie jsou zaměřeny na dosažení stejných cílů

## Zásady a strategie v plánovacím procesu
Dávají manažerům na první a střední linii dobrý odhad pro plánování každého oddělení v organizaci Vytváří konstrukci, podle níž se následně dělají rozhodnutí a plány. Manažeři první a střední linie tak mohou firmě poskytnout své vlastní plány.

## Důležité osobnosti managementu
- Henry Ford
- Tomáš Baťa
- Henry Du Pont
- Elton Mayo
- Frederick Winslow Taylor
- Max Weber
- Chester Barnard
- Luther Gulick
- Henri Fayol
- Lee Iacocca